# Liste historischer Parfüm- und Seifenhersteller (Deutschland)
Diese Liste historischer Parfüm- und Seifenhersteller in Deutschland konzentriert sich ausschließlich auf Unternehmen und Marken der deutschen Parfümindustrie die vor dem Zweiten Weltkrieg gegründet wurden.  
Die folgende Liste ist alphabetisch geordnet. Dahinter das Gründungsjahr sowie Ort der Gründung.
| Historische Pärfüm- und Seifenhersteller, bzw. -marken | Historische Pärfüm- und Seifenhersteller, bzw. -marken | Historische Pärfüm- und Seifenhersteller, bzw. -marken |
| Unternehmen / Marke                                    | Gründungsjahr                                          | Gründungsort                                           |
| ------------------------------------------------------ | ------------------------------------------------------ | ------------------------------------------------------ |
| 4711                                                   | 1792                                                   | Köln                                                   |
| Douglas                                                | 1910                                                   | Hamburg                                                |
| Drom Fragrances                                        | 1911                                                   | München                                                |
| Parfümerie- und Toiletteseifenfabrik F. Wolff & Sohn   | 1857                                                   | Karlsruhe                                              |
| Haarmann & Reimer                                      | 1874                                                   | Holzminden                                             |
| Harry Lehmann                                          | 1926                                                   | Berlin                                                 |
| J. F. Schwarzlose Söhne                                | 1856                                                   | Berlin                                                 |
| Johann Maria Farina gegenüber dem Jülichs-Platz        | 1709                                                   | Köln                                                   |
| Mäurer & Wirtz                                         | 1845                                                   | Stolberg                                               |
| Schimmel & Co.                                         | 1829                                                   | Leipzig                                                |